# IC 2532
IC 2532 ist eine Balken-Spiralgalaxie mit ausgedehnten Sternentstehungsgebieten vom Hubble-Typ SBa im Sternbild Antlia südlich der Himmelsäquators. Sie ist schätzungsweise 116 Millionen Lichtjahre von der Milchstraße entfernt und hat einen Durchmesser von etwa 50.000 Lichtjahren.
Im selben Himmelsareal befinden sich u. a. die Galaxien NGC 3087, IC 2534, IC 2536.
Die Typ-Ia-Supernova SN 2013E ist hier beobachtet worden.
Das Objekt wurde am 1. Mai 1900 von DeLisle Stewart  entdeckt.